# Карсон, Скотт
Скотт Пол Ка́рсон (англ. Scott Paul Carson; 3 сентября 1985, Уайтхэвен, Камбрия, Англия) — английский футболист, выступающий на позиции вратаря. Бывший игрок национальной сборной Англии.

## Клубная карьера
Карсон вернулся в «Ливерпуль» в конце сезона в 2007/08, но в июле 2008 года стал игроком «Вест Бромвича», подписав четырёхлетний контракт. Сумма отступных составила 3,25 млн фунтов с опцией продления контракта ещё на один год.
Летом 2011 года перешёл из «Вест Бромвича», за который провёл 110 матчей, в турецкий «Бурсаспор», отыграв 2 сезона вратарь вернулся в Англию — в этот раз в «Уиган».
В июне 2015 года стал игроком «Дерби Каунти», подписав с клубом контракт на 2 года.
8 августа 2019 года перешёл в «Манчестер Сити» на правах аренды.19 августа 2020 года его аренда в «Манчестер Сити» была продлена еще на сезон. 14 мая 2021 года дебютировал за «Манчестер Сити» в матче с «Ньюкаслом» (4:3). Карсон провёл на поле весь матч и пропустил три мяча. 9 марта 2022 года вышел на поле во втором тайме матча Лиги чемпионов УЕФА против лиссабонского «Спортинга» и не пропустил ни одного мяча. 14 июня подписал контракт с «Манчестер Сити» ещё на один сезон.

## Карьера в сборной
Дебютировал за сборную Англии 16 ноября 2007 года в товарищеской игре против сборной Австрии (1:0). Свой второй (и единственный с официальным статусом) матч за сборную Англии провёл против сборной Хорватии 21 ноября 2007 года. Из-за его неудачной игры сначала ворота поразил Нико Кранчар (рикошет от плеча), затем Ивица Олич обыграл его в штрафной и добил в пустые ворота, а победу Хорватии со счётом 3:2 принёс Младен Петрич. В результате этого поражения сборная Англии в отборочном турнире Евро 2008 пропустила вперёд себя сборную России и не вышла в финальную часть турнира. В 2008 и 2011 годах ещё по разу выходил на поле в составе национальной команды в товарищеских встречах.

## Статистика выступлений за сборную
| Матчи Скотта Карсона за сборную Англии | Матчи Скотта Карсона за сборную Англии | Матчи Скотта Карсона за сборную Англии | Матчи Скотта Карсона за сборную Англии | Матчи Скотта Карсона за сборную Англии | Матчи Скотта Карсона за сборную Англии | Матчи Скотта Карсона за сборную Англии |
| №                                      | Дата                                   | Оппонент                               | Счёт                                   | Голы                                   | Соревнование                           |                                        |
| -------------------------------------- | -------------------------------------- | -------------------------------------- | -------------------------------------- | -------------------------------------- | -------------------------------------- | -------------------------------------- |
| 1                                      | 16 ноября 2007                         | Австрия                                | 1 : 0                                  | -                                      | Товарищеский матч                      |                                        |
| 2                                      | 21 ноября 2007                         | Хорватия                               | 2 : 3                                  | -                                      | Отборочный матч ЧЕ 2008                |                                        |
| 3                                      | 19 ноября 2008                         | Германия                               | 2 : 1                                  | -                                      | Товарищеский матч                      |                                        |
| 4                                      | 15 ноября 2011                         | Швеция                                 | 1 : 0                                  | -                                      | Товарищеский матч                      |                                        |

## Достижения

### Командные
«Ливерпуль»
- Победитель Лиги чемпионов УЕФА: 2004/05
- Обладатель Суперкубка УЕФА: 2005
- Обладатель Кубка Англии: 2005/06

«Манчестер Сити»
- Чемпион Англии: 2020/21, 2021/22, 2022/23, 2023/24
- Обладатель Кубка Английской футбольной лиги: 2019/20
- Обладатель Суперкубка Англии: 2024
- Финалист Лиги чемпионов УЕФА: 2020/21
- Победитель Лиги чемпионов УЕФА: 2022/23
- Обладатель Суперкубка УЕФА: 2023
- Победитель Клубного чемпионата мира: 2023

### Индивидуальные
- Игрок года ФК «Чарльтон Атлетик»: 2006/07[9]
- Игрок года ФК «Дерби Каунти»: 2016/17
- Игрок месяца в Чемпионшипе: декабрь 2017[10]